# Suplemento de hierro
Los suplementos de hierro, también conocidos como sales de hierro y píldoras de hierro, son una serie de formulaciones de hierro que se utilizan para tratar y prevenir la deficiencia de hierro, incluida la anemia ferropénica. Para la prevención, sólo se recomiendan en pacientes con mala absorción, menstruaciones abundantes, embarazo, hemodiálisis o una dieta baja en hierro. La prevención también se puede realizar en bebés de bajo peso al nacer. Se administra por vía oral, se inyecta a la vena o se inyecta en un músculo. Si bien los beneficios pueden verse en días, hasta dos meses pueden ser necesarios para que los niveles de hierro vuelvan a la normalidad.
Los efectos secundarios comunes incluyen estreñimiento, dolor abdominal, heces oscuras y diarrea. Otros efectos secundarios, que pueden ocurrir con un uso excesivo, incluyen sobrecarga de hierro (hemocromatosis) y toxicidad por hierro. Las sales de hierro que se usan como suplementos por vía oral incluyen fumarato ferroso, gluconato ferroso, succinato ferroso y sulfato ferroso. Las formas inyectables incluyen hierro dextrano y hierro sacarosa. Actúan proporcionando el hierro necesario para producir glóbulos rojos.
Las píldoras de hierro se han utilizado médicamente desde a lo menos 1681, y en 1832 se creó una fórmula fácil de usar. Está en la Lista de medicamentos esenciales de la Organización Mundial de la Salud. Las sales ferrosas están disponibles como medicamento genérico y sin receta. Las formulaciones de liberación lenta, aunque estén disponibles, no se recomiendan. En 2017, el sulfato ferroso fue el 92.º medicamento recetado con más frecuencia en los Estados Unidos, con más de ocho millones de recetas.

## Usos médicos
Los suplementos de hierro se utilizan para tratar la deficiencia de hierro y la anemia por deficiencia de hierro; hierros parenterales también pueden usarse para tratar la deficiencia funcional de hierro, donde los requerimientos de hierro son mayores que la capacidad del cuerpo para suministrar hierro, como en estados inflamatorios. El criterio principal para su uso es que se hayan investigado otras causas de anemia, como la deficiencia de vitamina B12 o folato, inducida por fármacos o por otros venenos como el plomo, ya que a menudo la anemia tiene más de una causa subyacente.
La anemia por deficiencia de hierro es clásicamente una anemia microcítica hipocrómica. Generalmente, en el Reino Unido, las preparaciones orales se prueban antes de usar la administración parenteral, a menos que exista el requisito de una respuesta rápida, intolerancia previa al hierro oral o probable falta de respuesta. El hierro intravenoso puede disminuir la necesidad de transfusiones de sangre; sin embargo, aumenta el riesgo de infecciones en comparación con el hierro oral. Una revisión de la Colaboración Cochrane de 2015 encontró que la suplementación oral diaria de hierro durante el embarazo reduce el riesgo de anemia materna y que los efectos sobre el bebé y otros resultados maternos no están claros. Otra revisión encontró evidencia tentativa de que los suplementos de hierro intermitentes por vía oral son similares para las madres y los bebés a la suplementación diaria con menos efectos secundarios. Los suplementos por vía oral deben tomarse con el estómago vacío, opcionalmente con una pequeña cantidad de comida para reducir las molestias.

### Atletas
Los atletas pueden tener un riesgo elevado de deficiencia de hierro y, por lo tanto, se benefician de la suplementación, pero las circunstancias varían entre las personas y la dosis debe basarse en los niveles de ferritina probados, ya que en algunos casos la suplementación puede ser perjudicial.

## Efectos secundarios
Los efectos secundarios de la terapia con hierro oral son con mayor frecuencia diarrea o estreñimiento y malestar abdominal epigástrico. Tomado después de una comida, los efectos secundarios disminuyen, pero existe un mayor riesgo de interacción con otras sustancias. Los efectos secundarios dependen de la dosis, y la dosis puede ser ajustada.
El paciente puede notar que sus heces se vuelven negras. Esto es completamente inofensivo, pero se debe advertir a los pacientes sobre esto para evitar preocupaciones innecesarias. Cuando los suplementos de hierro se administran en forma líquida, los dientes pueden decolorarse de manera reversible (esto se puede evitar mediante el uso de una pajilla/bombilla). La inyección intramuscular puede ser dolorosa y se puede notar una decoloración marrón.
Los tratamientos con sulfato de hierro (II) tienen una mayor incidencia de eventos adversos que el complejo de polimaltosa de hidróxido de hierro (III) (IPC) o quelato de bis-glicinato de hierro.
La sobredosis de hierro ha sido una de las principales causas de muerte por agentes toxicológicos en niños menores de 6 años. 
El envenenamiento por hierro puede resultar en mortalidad o morbilidad a corto y largo plazo.

### Riesgo de infección
Debido a que se cree que una de las funciones de la ferritina elevada (una proteína de reacción de fase aguda) en las infecciones agudas es secuestrar el hierro de las bacterias, generalmente se piensa que la suplementación con hierro (que elude este mecanismo) debe evitarse en pacientes que tienen infecciones bacterianas activas. El reemplazo de las reservas de hierro rara vez es una situación de emergencia que no pueda esperar a que se termine de tratar una infección aguda.
Algunos estudios han encontrado que la suplementación con hierro puede conducir a un aumento de la morbilidad por enfermedades infecciosas en áreas donde las infecciones bacterianas son comunes. Por ejemplo, los niños que reciben alimentos enriquecidos con hierro han demostrado una mayor tasa de diarrea en general y eliminación de enteropatógenos. La deficiencia de hierro protege contra las infecciones al crear un ambiente desfavorable para el crecimiento bacteriano. No obstante, si bien la deficiencia de hierro puede disminuir las infecciones por ciertas enfermedades patógenas, también conduce a una reducción de la resistencia a otras cepas de infecciones virales o bacterianas, como Salmonella typhimurium o Entamoeba histolytica. En general, a veces es difícil decidir si la suplementación con hierro será beneficiosa o perjudicial para un individuo en un entorno propenso a muchas enfermedades infecciosas; sin embargo, esta es una cuestión diferente a la suplementación en personas que ya están enfermas con una infección bacteriana.
Los niños que viven en áreas propensas a las infecciones por malaria también corren el riesgo de desarrollar anemia. Se pensó que la administración de suplementos de hierro a esos niños podría aumentar el riesgo de infección por paludismo en ellos. Una revisión sistemática Cochrane publicada en 2016 encontró evidencia de alta calidad de que la suplementación con hierro no aumenta el riesgo de paludismo clínico en los niños.

## Contraindicaciones
Las contraindicaciones a menudo dependen de la sustancia en cuestión. La hipersensibilidad documentada a cualquier ingrediente y las anemias sin un estudio adecuado (es decir, sin documentación de la deficiencia de hierro) son válidas para todas las preparaciones. Algunos pueden usarse en casos de deficiencia de hierro, otros requieren la presencia de anemia por deficiencia de hierro. Algunos también están contraindicados en la artritis reumatoide.

### Hemocromatosis
Los individuos pueden estar genéticamente predispuestos a una absorción excesiva de hierro, como es el caso de aquellos con hemocromatosis hereditaria por HFE. Dentro de la población general, 1 de cada 400 personas tiene la forma homocigótica de este rasgo genético y 1 de cada 10 personas tiene su forma heterocigota. Ni las personas con la forma homocigótica ni heterocigótica deben tomar suplementos de hierro.

## Interacciones
El hierro no hemo forma un complejo insoluble con varios otros fármacos, lo que provoca una disminución de la absorción tanto del hierro como del otro fármaco. Los ejemplos incluyen tetraciclina, penicilamina, metildopa, levodopa, bisfosfonatos y quinolonas. Lo mismo puede ocurrir con elementos de los alimentos, como el calcio. La absorción de hierro es mejor a un pH bajo (es decir, en un ambiente ácido) y la absorción disminuye si hay una ingesta simultánea de antiácidos.
Muchas otras sustancias disminuyen la tasa de absorción de hierro no hemo. Algunos ejemplos son los taninos de los alimentos, como el té y la palma enana americana, el ácido fítico y el forraje. Los vegetarianos y especialmente los veganos tienen un mayor riesgo de deficiencia de hierro debido a la combinación de cantidades limitadas de hierro en la dieta en una forma que se absorbe mal junto con compuestos que limitan aún más la absorción.[cita requerida]
Tomado después de una comida, hay menos efectos secundarios pero también hay menos absorción debido a la interacción y la alteración del pH. Generalmente, parece aconsejable un intervalo de 2-3 horas entre la ingesta de hierro y la de otros fármacos, pero es menos conveniente para los pacientes y puede repercutir en la adherencia.

## Historia
Las primeras píldoras se conocían comúnmente como píldoras de Blaud, que recibieron su nombre de P. Blaud de Beaucaire, el médico francés que introdujo e inició el uso de estos medicamentos como tratamiento para pacientes con anemia.

## Administración

### Vía oral
El hierro se puede suplementar por vía oral utilizando varias formas, como el sulfato de hierro (II). Esta es la sal de hierro soluble más común y mejor estudiada que se vende bajo marcas comerciales como Tardyferon, Fero-Gradumet, Feratab, Fer-Iron y Slow-FE. Es un complejo con gluconato, dextrano, carbonil hierro y otras sales. El ácido ascórbico, vitamina C, aumenta la absorción de fuentes de hierro no hemo.
Polipéptido de hierro hemo (HIP) (p. Ej. Proferrin ES y Proferrin Forte) se puede utilizar cuando los suplementos de hierro habituales, como el sulfato ferroso o el fumarato ferroso, no se toleran o absorben. Un estudio clínico demostró que HIP aumentó los niveles de hierro sérico 23 veces más que el fumarato ferroso en miligramos por miligramo.
Otra alternativa es el sulfato de glicina ferroso o el sulfato de ferroglicina, que tiene menos efectos secundarios gastrointestinales que las preparaciones estándar como el fumarato de hierro. Es inusual entre las preparaciones orales de suplementos de hierro porque el hierro en esta preparación tiene una biodisponibilidad oral muy alta, especialmente en la formulación líquida. Esta opción debe evaluarse antes de recurrir a la terapia parenteral. Es especialmente útil en la anemia por deficiencia de hierro asociada con gastritis autoinmune y gastritis por Helicobacter pylori, donde generalmente tiene un efecto satisfactorio.
Dado que las reservas de hierro en el cuerpo generalmente se agotan, y existe un límite en lo que el cuerpo puede procesar (alrededor de 2 a 6 mg/kg de masa corporal por día; por ejemplo, para una persona de 100 kg/220 lb esto es igual a una dosis máxima de 200–600 mg/por día) sin intoxicación por hierro, esta es una terapia crónica que puede llevar de 3 a 6 meses.
Debido a la frecuente intolerancia al hierro oral y la lenta mejoría, el hierro parenteral se recomienda en muchas indicaciones.

### Por inyección
La terapia con hierro (por vía intravenosa o intramuscular) se administra cuando la terapia por vía oral ha fallado (no se tolera), la absorción oral está seriamente comprometida (por enfermedades o cuando la persona no puede tragar), no se puede esperar beneficio de la terapia oral o se requiere una mejora rápida (por ejemplo, antes de una cirugía electiva). La terapia parenteral es más cara que las preparaciones de hierro por vía oral y no es adecuada durante el primer trimestre del embarazo.
Hay casos en los que el hierro parenteral es preferible al hierro oral. Estos son casos en los que no se tolera el hierro oral, en los que la hemoglobina debe aumentarse rápidamente (p. Ej., Posparto, posoperatorio, postransfusión), en los que existe una afección inflamatoria subyacente (p. Ej., Enfermedad inflamatoria intestinal) o pacientes renales, los beneficios del hierro parenteral superan con creces los riesgos. En muchos casos, el uso de hierro intravenoso como la carboximaltosa férrica tiene menos riesgos de eventos adversos que una transfusión de sangre, y siempre que la persona esté estable es una mejor alternativa. En última instancia, esta siempre sigue siendo una decisión clínica basada en las pautas locales, aunque las pautas nacionales estipulan cada vez más el hierro intravenoso en ciertos grupos de pacientes.
Las sales de hierro solubles tienen un riesgo significativo de efectos adversos y pueden causar toxicidad debido al daño de las macromoléculas celulares. La administración de hierro por vía parenteral ha utilizado varias moléculas diferentes para limitar esto. Esto ha incluido dextranos, sacarosa, carboximaltosa y más recientemente Isomaltósido 1000.[cita requerida]
Una formulación de hierro parenteral es el hierro dextrano que cubre el antiguo peso molecular alto (nombre comercial DexFerrum ) y los dextranos de hierro de bajo peso molecular mucho más seguros (nombres comerciales que incluyen Cosmofer e Infed).
El hierro sacarosa tiene una incidencia de reacciones alérgicas de menos de 1 en 1000. Un efecto secundario común son los cambios en el gusto, especialmente un sabor metálico, que ocurren entre 1 de cada 10 y 1 de cada 100 pacientes tratados. Tiene una dosis máxima de 200 mg por administración según el SPC, pero ha sido administrado en dosis de hasta 500 mg. Las dosis se pueden administrar hasta 3 veces por semana.
La carboximaltosa de hierro se comercializa como Ferinject, Injectafer e Iroprem en varios países. Los efectos secundarios más frecuentes son los dolores de cabeza que se presentan en el 3,3% y la hipofosfatemia, que se presenta en más del 35%.
El hierro isomaltósido 1000 (nombre comercial Monofer) es una formulación más nueva de hierro parenteral que tiene una estructura de matriz que da como resultado niveles muy bajos de hierro libre y hierro lábil. Se puede administrar en dosis altas - 20 mg/kg en una sola visita - sin límite de dosis superior. Esta formulación tiene el beneficio de proporcionar una corrección completa del hierro en una sola visita.

### Seguimiento
Es necesario un seguimiento para garantizar el cumplimiento y detectar una respuesta adecuada a la terapia. El intervalo de seguimiento puede depender en gran medida tanto del método de administración como de la patología subyacente. Para los hierros parenterales, se recomienda que haya un período de 4 semanas antes de repetir el análisis de sangre para permitir que el cuerpo utilice el hierro. En el caso del hierro oral, esto puede llevar mucho más tiempo, por lo que puede ser apropiado esperar tres meses.